# Municipio de Hart Lake
El municipio de Hart Lake (en inglés: Hart Lake Township) es un municipio ubicado en el condado de Hubbard en el estado estadounidense de Minnesota. En el año 2010 presentaba una población de 509 habitantes y una densidad poblacional de 5,53 personas por km².

## Geografía
El municipio de Hart Lake se encuentra ubicado en las coordenadas 47°15′48″N 94°43′3″O / 47.26333, -94.71750. Según la Oficina del Censo de los Estados Unidos, el municipio tiene una superficie total de 92.07 km², de la cual 87,7 km² corresponden a tierra firme y (4,74 %) 4,37 km² es agua.

## Demografía
Según el censo de 2010, había 509 personas residiendo en el municipio de Hart Lake. La densidad de población era de 5,53 hab./km². De los 509 habitantes, el municipio de Hart Lake estaba compuesto por el 79,57 % blancos, el 1,18 % eran afroamericanos, el 14,93 % eran amerindios, el 1,57 % eran asiáticos, el 0,2 % eran de otras razas y el 2,55 % eran de una mezcla de razas. Del total de la población el 0,98 % eran hispanos o latinos de cualquier raza.